# Saale-Orla-Kreis
Saale-Orla-Kreis is een Landkreis in de Duitse deelstaat Thüringen. De Landkreis telt 79.632 inwoners (31 december 2020) op een oppervlakte van 1.148,41 km². Kreisstadt is Schleiz.

## Steden en gemeenten
(Inwoners op 31 december 2018)
| Steden ¹ Deelnemende gemeente in een Verwaltungsgemeinschaft ² Vervullende gemeente voor drie andere gemeenten 1. Bad Lobenstein (5.843) 2. Gefell (2.465) 3. Hirschberg (2.099) 4. Neustadt an der Orla ² (9.095) 5. Pößneck (11.697) 6. Ranis ¹ (1.657) 7. Saalburg-Ebersdorf (3.292) 8. Schleiz (8.832) 9. Tanna (3.507) 10. Triptis ¹ (3.597) 11. Wurzbach (3.036) 12. Ziegenrück ¹ (640) | Gemeenten Zelfstandige gemeenten: 1. Remptendorf (3.366), tevens vervullende gemeente voor 1. Burgk () De stad Neustadt an der Orla is vervullende gemeente voor: 1. Kospoda (384) 2. Linda b. Neustadt an der Orla () 3. Stanau () |

Verwaltungsgemeinschaften
| - 1. Verwaltungsgemeinschaft Oppurg (5.375) 1. Bodelwitz (580) 2. Döbritz (175) 3. Gertewitz (135) 4. Grobengereuth (196) 5. Langenorla (1.250) 6. Lausnitz (296) 7. Nimritz (323) 8. Oberoppurg (157) 9. Oppurg (1.134) 10. Quaschwitz (69) 11. Solkwitz (61) 12. Weira (391) 13. Wernburg (608) | - 2. Verwaltungsgemeinschaft Ranis-Ziegenrück (6.826) 1. Crispendorf () 2. Eßbach (238) 3. Gössitz (296) 4. Keila (71) 5. Krölpa (2.584) 6. Moxa (82) 7. Paska (99) 8. Peuschen (447) 9. Ranis, stad (1.657) 10. Schmorda (87) 11. Schöndorf (267) 12. Seisla (141) 13. Wilhelmsdorf (217) 14. Ziegenrück, stad (640) | - 3. Verwaltungsgemeinschaft Saale-Rennsteig () 1. Birkenhügel () 2. Blankenberg () 3. Blankenstein () 4. Harra () 5. Neundorf (bei Lobenstein) () 6. Pottiga () 7. Schlegel () |

| - 4. Verwaltungsgemeinschaft Seenplatte (3.987) 1. Bucha () 2. Dittersdorf (453) 3. Dreba () 4. Görkwitz (291) 5. Göschitz (207) 6. Kirschkau (200) 7. Knau () 8. Löhma (271) 9. Moßbach (403) 10. Neundorf (bei Schleiz) (260) 11. Oettersdorf (849) 12. Plothen (252) 13. Pörmitz (167) 14. Tegau (390) 15. Volkmannsdorf (244) | - 5. Verwaltungsgemeinschaft Triptis (5.868) 1. Dreitzsch (427) 2. Geroda (229) 3. Lemnitz (377) 4. Miesitz (276) 5. Mittelpöllnitz (286) 6. Rosendorf (161) 7. Schmieritz (393) 8. Tömmelsdorf (122) 9. Triptis, stad (3.597) |

## Demografie
| Peildatum             | 31.12.2009 | 31.12.2010 | 31.12.2011 | 31.12.2012 | 31.12.2013 | 31.12.2014 | 31.12.2015 | 31.12.2016 | 31.12.2017 | 31.12.2018 |            |
| --------------------- | ---------- | ---------- | ---------- | ---------- | ---------- | ---------- | ---------- | ---------- | ---------- | ---------- | ---------- |
| Inwoners              | 88.632     | 87.799     | 85.259     | 84.435     | 83.654     | 82.887     | 82.951     | 82.362     | 81.501     | 80.868     |            |
| Buitenlanders         | 1.325      | 1.356      | 866        | 1.041      | 1.211      | 1.336      | 2.244      | 2.570      | 2.674      | 2.732      |            |
| Aandeel buitenlanders | 1,5%       | 1,5%       | 1,0%       | 1,2%       | 1,4%       | 1,6%       | 2,7%       | 3,1%       | 3,3%       | 3,4%       |            |
| Peildatum             | 31.12.1998 | 31.12.1999 | 31.12.2000 | 31.12.2001 | 31.12.2002 | 31.12.2003 | 31.12.2004 | 31.12.2005 | 31.12.2006 | 31.12.2007 | 31.12.2008 |
| Inwoners              | 100.472    | 99.651     | 98.592     | 97.568     | 96.607     | 95.376     | 94.501     | 93.281     | 92.093     | 90.910     | 89.825     |
| Buitenlanders         | 1.148      | 1.254      | 1.219      | 1.244      | 1.304      | 1.331      | 1.371      | 1.361      | 1.313      | 1.346      | 1.364      |
| Aandeel buitenlanders | 1,1%       | 1,3%       | 1,2%       | 1,3%       | 1,3%       | 1,4%       | 1,5%       | 1,5%       | 1,4%       | 1,5%       | 1,5%       |